# Victorien Sardou
Victorien Sardou (7. září 1831 Paříž – 7. listopadu 1908 Paříž) byl francouzský dramatik.

## Biografie
Vystudoval medicínu, působil pak jako vysokoškolský pedagog. V roce 1854 napsal své první, velmi neúspěšné drama Studentská hospoda (La taverne des étudiants). Divadlo pak opustil a vrátil se k němu až po získání kontaktů díky známosti se známou herečkou Déjazetovou. Poté teprve získal dramatické úspěchy. Byl nesmírně plodným autorem mnoha divadelních žánrů, jeho hry se hrály i v českých zemích, a to většinou s velkým úspěchem. Jeho hry se přes relativně velkou originalitu a inovativnost zakládaly spíše na divadelních efektech, především přitažlivých tématech, napínavosti děje, obsazení atraktivních herců, snažily se více o komerční úspěch než o literární a psychologickou hodnotu.

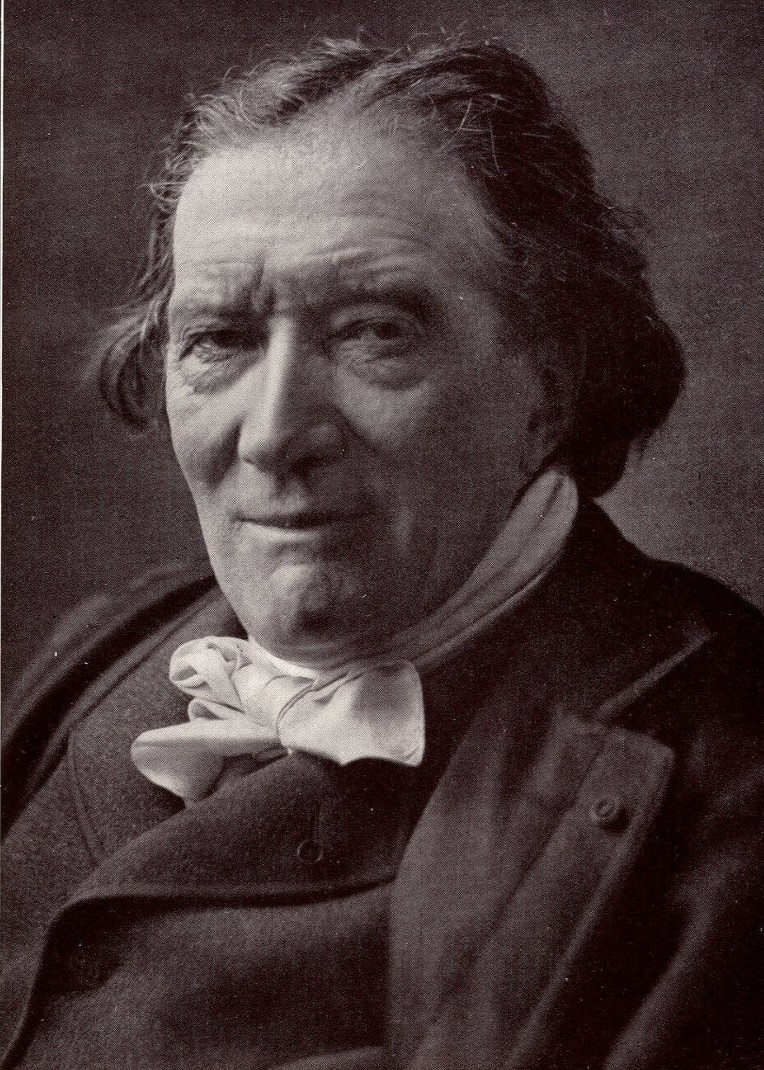
Victorien Sardou kolem roku 1900

## Dílo

### Divadelní hry (výběr)
- La Taverne des étudiants (Studentská hospoda, 1854)
- Nos intimes (1861)
- Monsieur Garat (1862)
- La Papillonne (Žena - motýl, 1862)
- La Perle noire (Černá perla, 1862)
- Les Diables noirs (Černí ďáblové, 1863) drama v próze
- Les Vieux Garçons (Staří mládenci, 1865)
- Séraphine (1868)
- Patrie!, drama (Vlastǃ, 1869)
- Le Roi Carotte (Král Mrkev, 1872) opera buffa na hudbu Jacquesa Offenbacha
- Odette, komedie, (1881)
- Fédora (1884), drama o ruské šlechtičně, hru napsal pro Sarah Bernhardtovou, která s ní vystupovala v Théâtre de la Renaissance, 14. listopadu 1888 hostovala s touto rolí v Národním divadle v Praze.
- La Tosca (1887), drama, spolupráce Louis Le Bourg, premiéra v divadle Théâtre de la Porte-Saint-Martin.
- Cléopatra(1889), drama, napsáno pro Sarah Bernhardtovou
- Thermidor (1891), drama z francouzské revoluce, v hlavní roli Benoit Constant Coquelin, při třetí repríze byla hra zakázána
- Les Américaines à l'étranger, (Američané v cizině, 1892), komedie
- Madame Sans-Gêne (1893)
- Gismonda (drama, 1894), hru napsal je pro Sarah Bernhardtovou, divadelní plakát vytvořil Alfons Mucha.
- Spiritisme (Spiritismus, 1897)
- Paméla, marchande de frivolités (Pamela, obchodnice s frivolitou, 1898)
- L'Affaire des poisons (Aféra s jedem, 1907), historické drama; hlavní roli (a své poslední divadelní představení) hrál při premiéře  Benoit Constant Coquelin v pařížském divadle Théâtre de la Porte-Saint-Martin.

V roce 1907 napsal poslední hru a byl za svou celoživotní tvorbu vyznamenán nejvyšším francouzským státním vyznamenáním, velkokřížem Řádu čestné legie. Rok na to zemřel. 
V roce 1932, 24 let po jeho smrti, byl z pozůstalosti vydán jeho román Carlin.